# Blauvioletter Waldlaufkäfer
Der Blauviolette Waldlaufkäfer (Carabus problematicus) ist eine Art der Echten Laufkäfer (Carabus).

## Merkmale

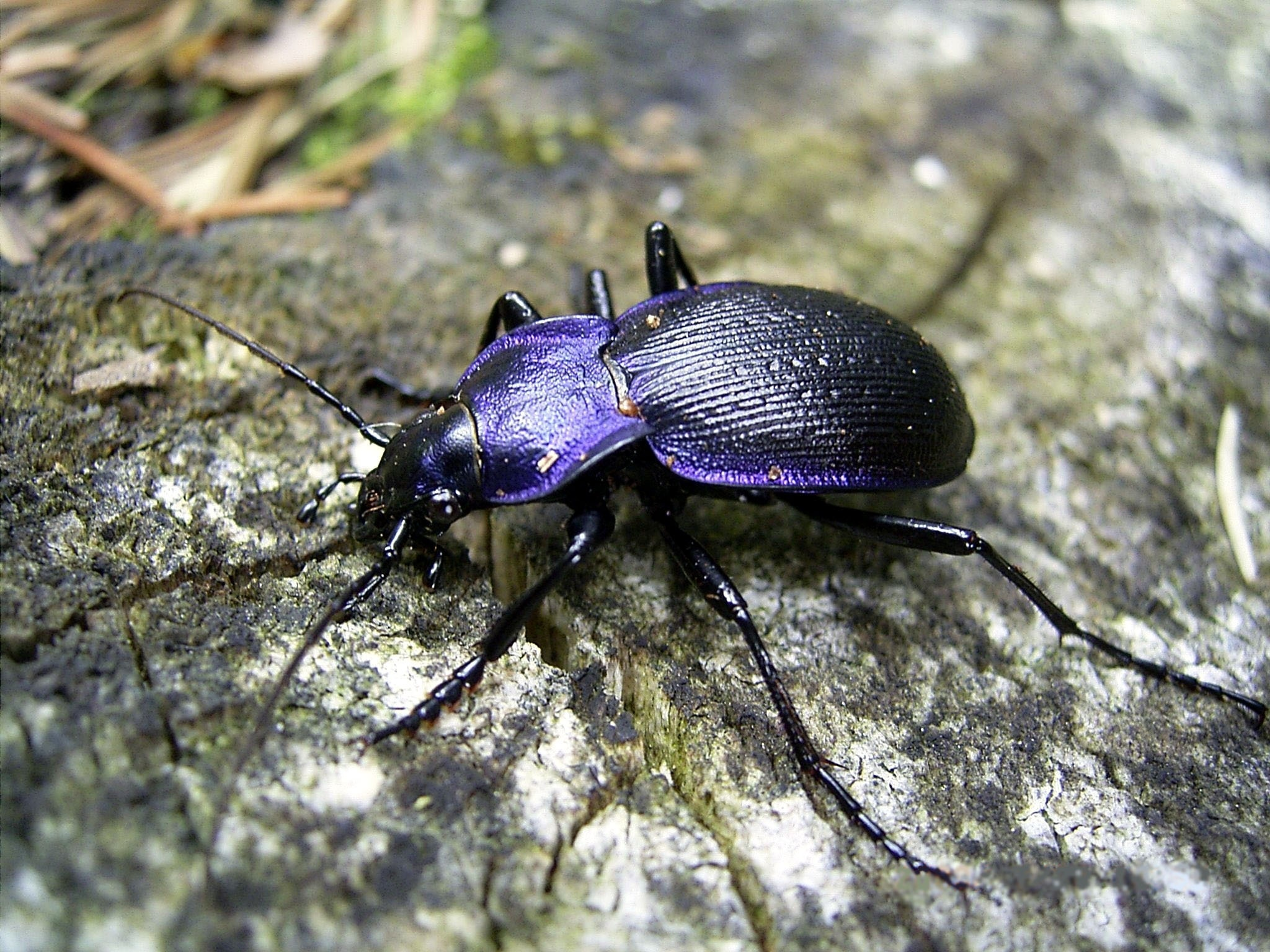
Blauvioletter Waldlaufkäfer

Der Blauviolette Waldlaufkäfer erreicht eine Körperlänge von 20 bis 30 Millimetern und gehört damit zu den großen Käferarten Europas. Sein Körper, insbesondere die Flügeldecken (Elytren) und der Halsschild sind leuchtend blau bis blauschwarz gefärbt. Die Elytren sind längsgerippt und mit Kettenreihen versehen, die jedoch nur relativ undeutlich ausgeprägt sind.

## Verbreitung
Der Käfer ist über große Gebiete Europas verbreitet und meistens häufig, insbesondere in Mittel- und Südwesteuropa. Östlich der Elbe wird er selten und kann nur in vereinzelten Vorkommen nachgewiesen werden. Sein Verbreitungsgebiet erstreckt sich in Skandinavien bis über den Polarkreis hinaus. Er lebt vor allem in den Mittelgebirgen und in höheren Berglagen und kann bis zur Zwergstrauchstufe gefunden werden.

## Lebensweise

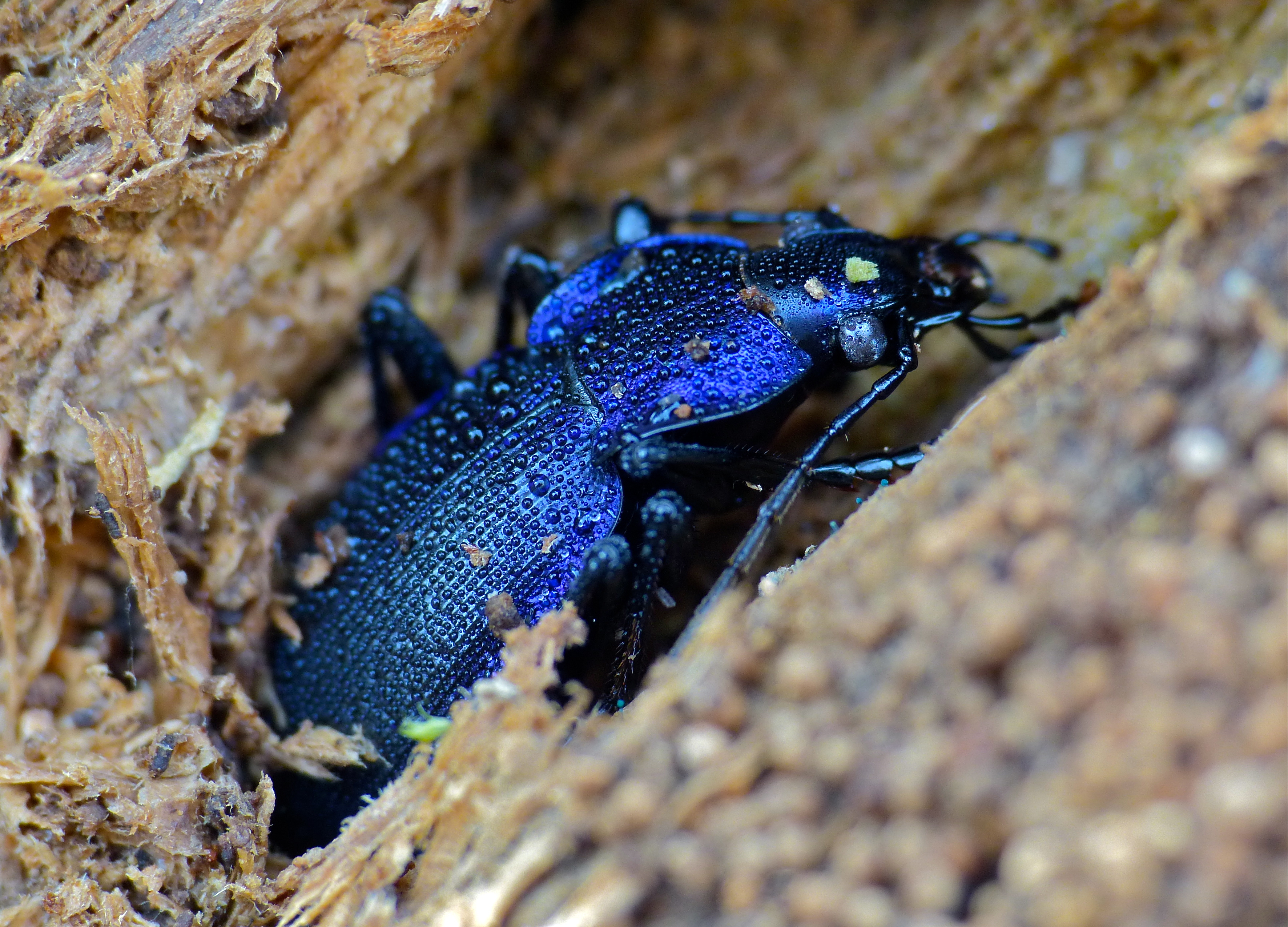
Blauvioletter Waldlaufkäfer im Winterschlaf

Der Blauviolette Waldlaufkäfer bewohnt unterschiedlichste Nadel-, Laub- und Mischwälder, auch Hecken und entwässerte, bewaldete Moorgebiete. In höheren Gebirgslagen sowie in Nordeuropa bevorzugt er trockene Gebiete, er ist dort als xerophil einzustufen. Man findet die Tiere unter Steinen, in Totholzstubben, liegenden Baumstämmen, unter lockerer Rinde und baumbewachsenden Moosen.
Wie die meisten großen Laufkäfer ist der Blauviolette Waldlaufkäfer ein Räuber, der sich vor allem von anderen Insekten und deren Larven sowie von Schnecken und Würmern ernährt. Er ist dämmerungsaktiv und von Mai bis September anzutreffen. Die Überwinterung erfolgt ortsabhängig als Imago oder Larve. Die Fortpflanzungszeit ist ebenfalls von der Temperatur abhängig.

## Galerie

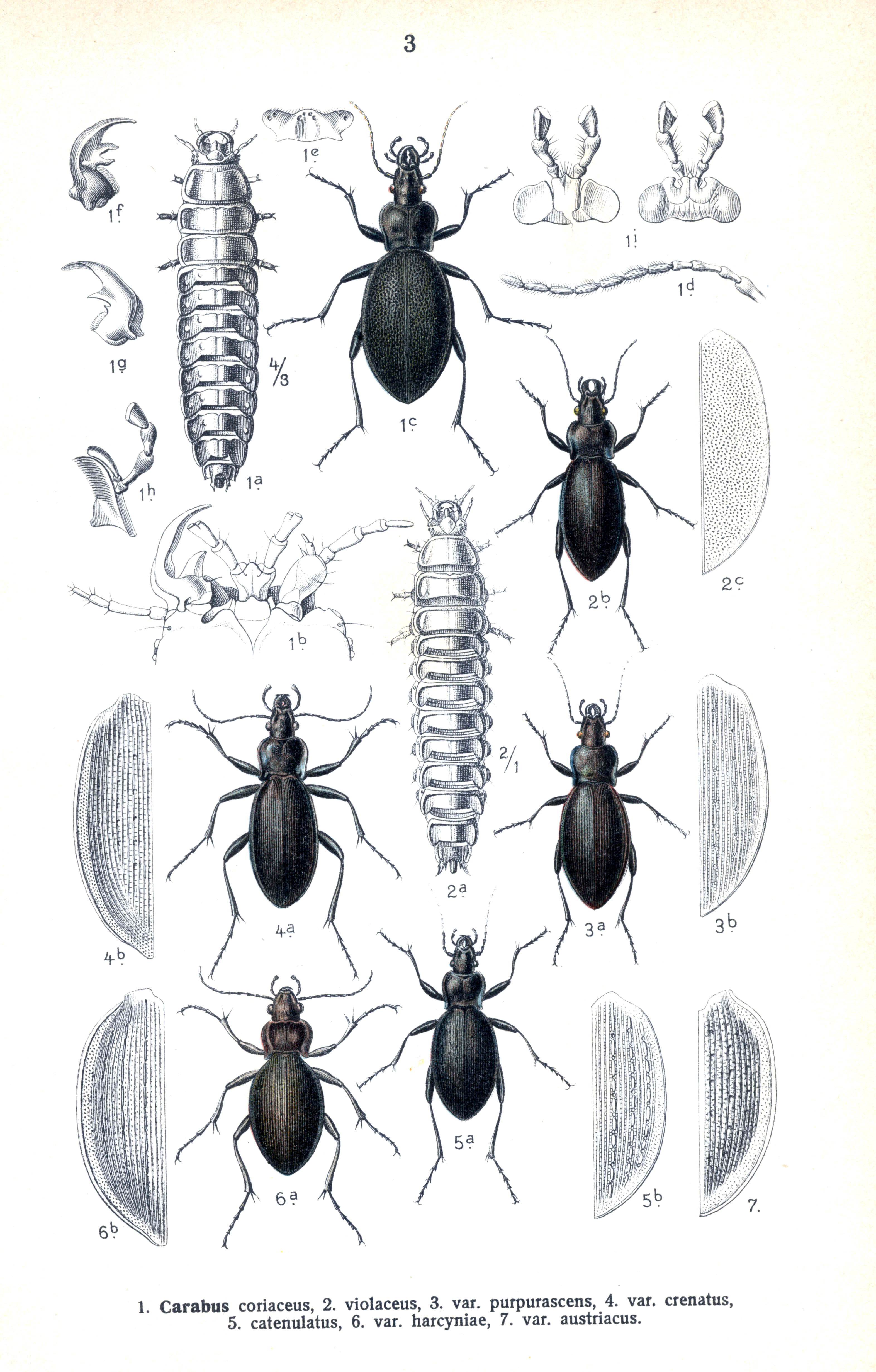
Illustrationen verschiedener Carabus-Arten, darunter auch dem Blauvioletten Waldlaufkäfer
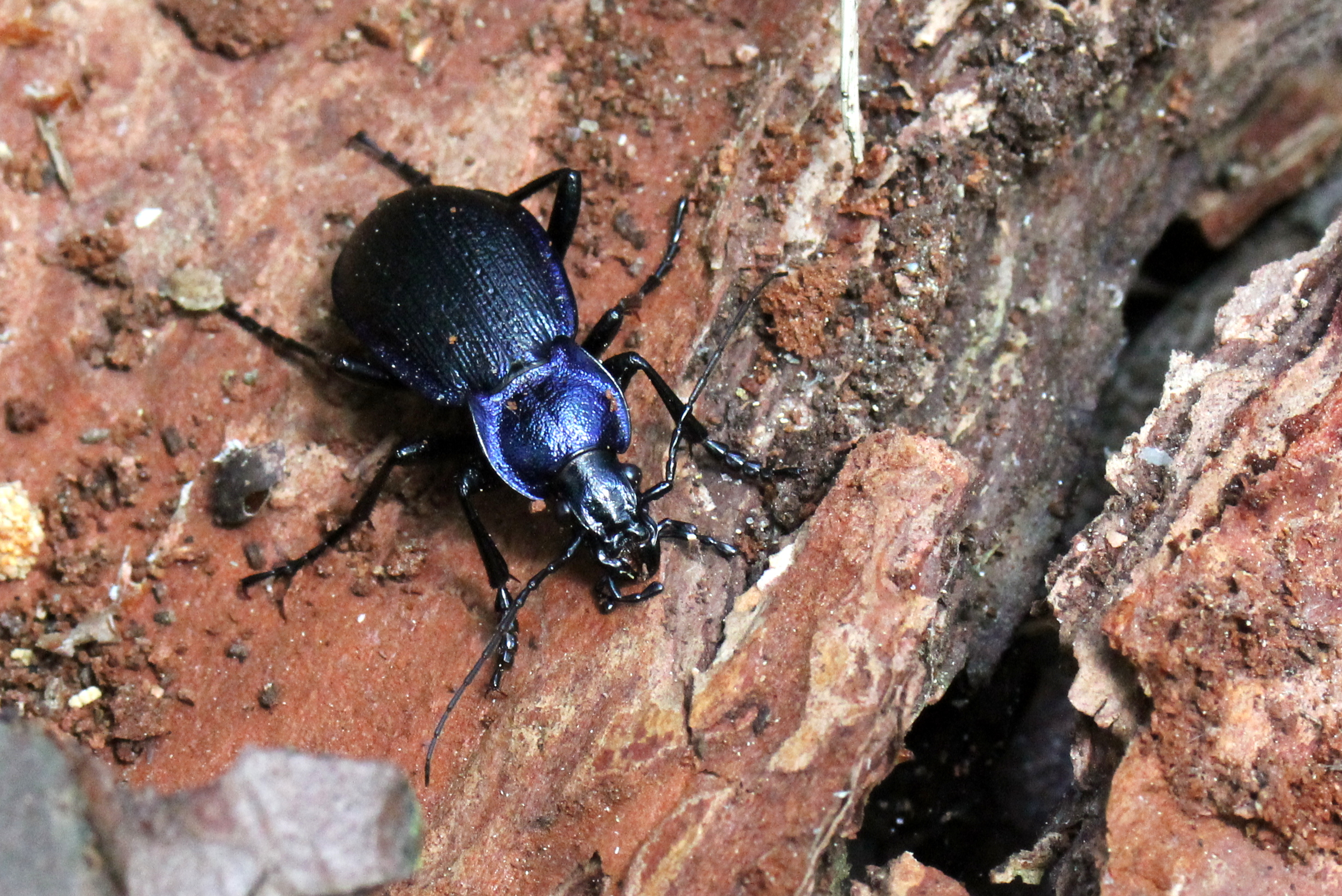
Blauvioletter Waldlaufkäfer in Nordbrabant
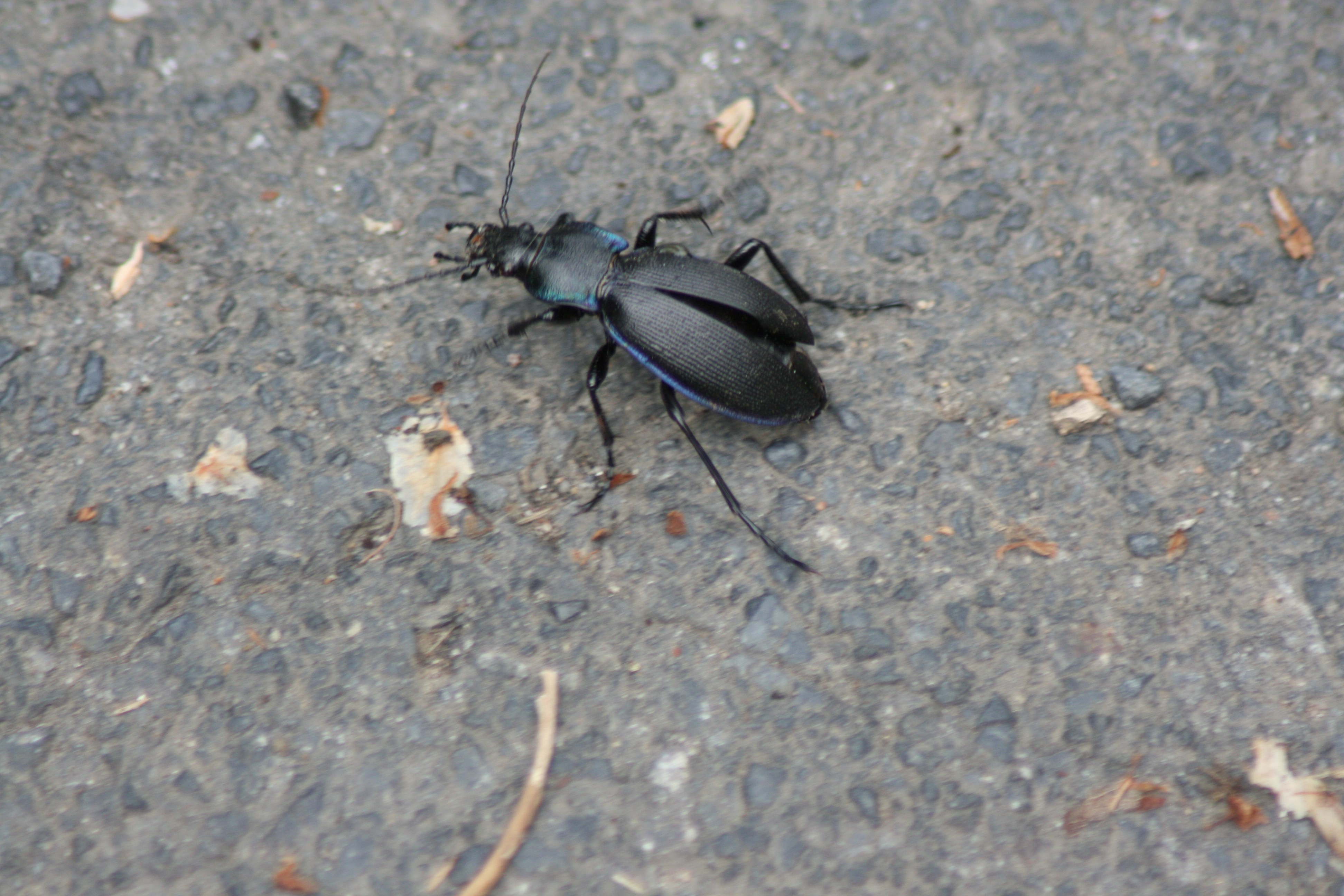
Blauvioletter Waldlaufkäfer mit beschädigten Elytren